# Parnassia kangdingensis
Parnassia kangdingensis är en benvedsväxtart som beskrevs av Tsue Chih Ku. Parnassia kangdingensis ingår i släktet Parnassia och familjen Celastraceae. Inga underarter finns listade.